# Micheil Tjelidze
Micheil Tjelidze, född 10 december 1983, är en georgisk musiker och gitarrist. 
År 2007 bildade Tjelidze, tillsammans med sina vänner David Tjangosjvili, Irakli Bibliasjvili och Beso Tsichelasjvili musikgruppen BIOS. År 2010 var han med och grundade rockgruppen Eldrine. Han kom som medlem i gruppen Elrine att delta i Eurovision Song Contest 2011 i Düsseldorf med låten "One More Day". I finalen i Düsseldorf slutade de på en 9:e plats, Georgiens bästa resultat i tävlingen (man slutade dock även året dessförinnan nia).

### Fotnoter
1. ↑  http://www.eurovision-georgia.ge/Eldrine.aspx?LanguageID=2